# Liparis dolichostachys
Liparis dolichostachys är en orkidéart som beskrevs av Rudolf Schlechter. Liparis dolichostachys ingår i släktet gulyxnen, och familjen orkidéer. Inga underarter finns listade i Catalogue of Life.